# مدار جزيئي مضاد للترابط

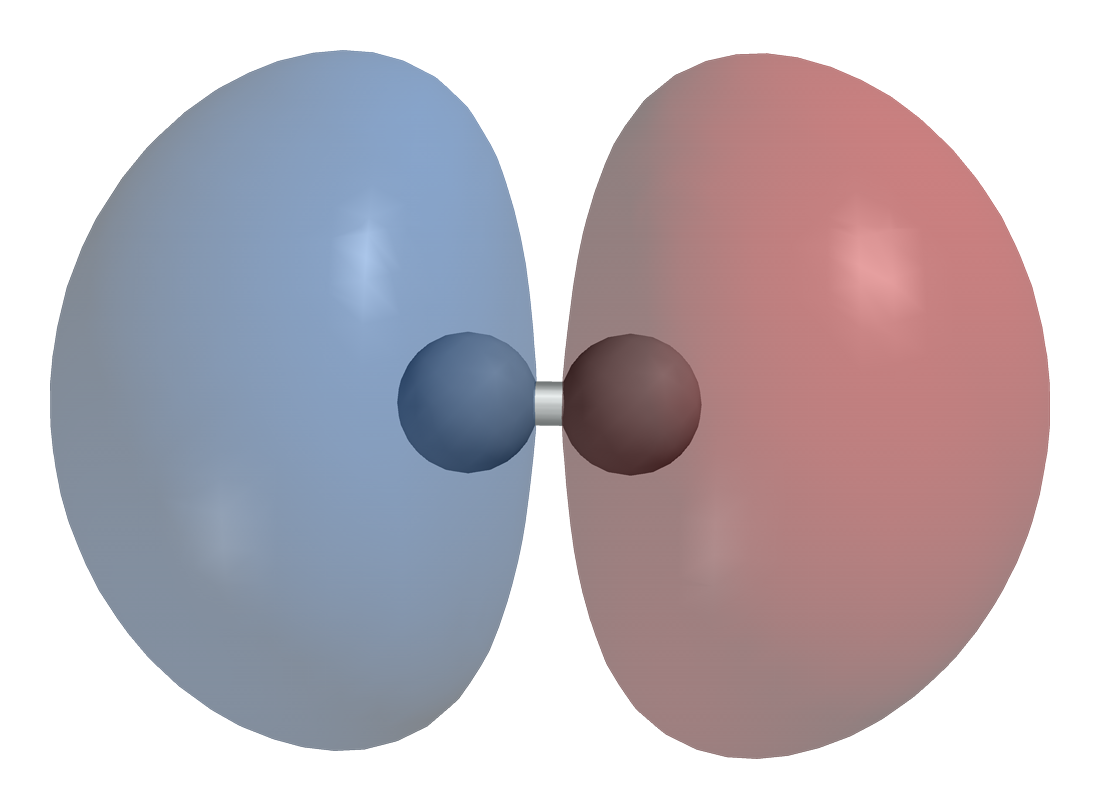
نموذج فراغي لمدار جزيئي مضاد للترابط *H_{2} 1sσ في الهيدروجين الجزيئي H_{2}

المدار الجزيئي المضاد للترابط حسب نظرية الترابط الكيميائي عبارة عن نوع من المدارات الجزيئية التي إن امتلأت بالإلكترونات ستضعف الرابطة الكيميائية بين الذرتين المعنيتين، وستعمل على زيادة طاقة الجزيء المتشكل بالمقارنة مع طاقة الذرتين منفصلتين.
يكون لمثل هذا النمط من المدارات الجزيئية عقدة واحدة أو أكثر في منطقة الترابط الواقعة بين نواتي الذرتين. تكون كثافة اللإلكترونات في المدار مركّزة خارج منطقة الترابط وتعمد على سحب إحدى النواتين بعيداً عن الأخرى، بحيث يبدو أن النواتين تتنافران عن بعضهما.

## اقرأ أيضاً
- مخطط المدارات الجزيئية
- أعلى مدار جزيئي مشغول/أدنى مدار جزيئي غير مشغول